# ویکی پپرداین
ویکی پپرداین (انگلیسی: Vicki Pepperdine؛ زادهٔ ۲۴ ژوئیهٔ ۱۹۶۱) بازیگر، نویسنده اهل بریتانیا است. وی از سال ۱۹۹۴ میلادی تاکنون مشغول فعالیت بوده است.
از فیلم‌ها یا برنامه‌های تلویزیونی که وی در آن نقش داشته است می‌توان به نوری کوچک، شکسپیر و هتوی: کارآگاه‌های خصوصی، آدمکشان میدسامر، پروفسور برانشتام، ترفندهای نو، شهر هالبی، دکتر مارتین، خانواده من، چگونه یک دختر درست کنیم، جانی اینگلیش دوباره می‌تازد، خداحافظ کریستوفر رابین، دخترعموی من ریچل، توپ سیاه، رعد و برق، زنی از کولیان، بیچارگان و آخرین رقص مایک جادویی اشاره کرد.